# Bernardo (figlio di Carlo Martello)
Bernardo (720 circa – 787) è stato un generale franco principe della casa reale carolingia, conte di San Quintino, che si distinse in campo militare.

## Origine
Era il figlio del Maggiordomo di palazzo di Austrasia ed in seguito maggiordomo di palazzo di tutti i regni dei Franchi, Carlo Martello (che era figlio di Pipino di Herstal o Pipino II maggiordomo di palazzo di tutti i regni dei Franchi e di Alpaïde di Bruyères, (circa 650-† 717), di cui non si conoscono gli ascendenti, ma l'Ex Chronico Sigeberti monachi ci informa che era sorella di un certo Dodone, domestico di Pipino II, che martirizzò il vescovo di Liegi, San Lamberto) e di una sua amante di nome Ruodaide di cui non si conoscono gli ascendenti. Parente con Adalardo di Chalon che si suppone che fosse padre o zio di Guerino I d'Alvernia.

## Biografia
Egli è una figura oscura della quale si hanno scarse notizie. Così come ai fratellastri, Geronimo, Remigio e Grifone, alla morte del padre, gli venne negata qualunque pretesa sull'eredità paterna, che spettò ai soli figli di primo letto, Carlomanno e Pipino.
Secondo gli Annales Regni Francorum, ed altre cronache dell'epoca, Bernardo, dopo l'incontro avvenuto sulle sponde del Rodano nella città burgunda di Genuam, (l'attuale Ginevra), col nipote Carlo Magno ed altri notabili, fu presa la decisione di dividere in due parti l'esercito si distinse per aver guidato una metà dell'esercito franco attraverso il valico del monte Iovis (l'attuale Gran San Bernardo), mentre il nipote Carlo Magno guidava attraverso il valico del monte Cenisium (l'attuale passo del Moncenisio), l'altra metà dell'esercito franco nella campagna contro i Longobardi del 773. In questo modo le forze predisposte dal re Desiderio ai passi alpini furono aggirate.
Bernardo, secondo gli Annales Mosellani, morì nel 787, lo stesso anno del fratellastro, San Remigio.

## Discendenza
Bernardo si sposò una prima volta, secondo lo storico francese Christian Settipani, esperto di genealogie, con una donna, di cui non si conoscono né il nome né gli ascendenti, di stirpe franca, che gli diede un figlio:
- Sant'Adelardo (752-826), tenuto in gran conto dal cugino, Carlo Magno, poi, Ludovico il Pio, prima caduto in disgrazia ed in seguito nominato abate dell'abbazia di Corbeia.

Bernardo si sposò una seconda volta, ancora secondo lo storico francese Settipani, con una donna, di cui non si conoscono né il nome né gli ascendenti, di stirpe sassone, che gli diede cinque figli:
- Wala (772-836), si fece monaco alla morte di Carlo Magno, poi abate dell'abbazia di Corbeia, dopo il fratellastro e principale consigliere dell'imperatore Lotario I nella sua ribellione al padre, Ludovico il Pio;
- Gondada, che si fece suora,
- Bernardo (776- dopo l'821), monaco, esiliato col fratello, fece poi ritorno all'abbazia di Corbeia.
- Théodrada, badessa di Saint-Marie de Soissons, dopo essere stata sposata ed aver avuto una figlia:
  - Imma che successe alla madre come badessa di Saint-Marie de Soissons
- Ida[13]  (circa 775-825), che, rimasta vedova del duca dei Sassoni, Ecberto, figlio del duca Bruno, si dedicò all'assistenza dei poveri ed è venerata come santa.

## Ascendenza
|                          |   |                  | Genitori         |  |  | Nonni |  |  | Bisnonni |  |  | Trisnonni       |  |
|                          |   |                  |                  |  |  |       |  |  | Ansegiso |  |  | Arnolfo di Metz |  |
|                          |   |                  |                  |  |  |       |  |  | Ansegiso |  |  | Arnolfo di Metz |  |
|                          |   | Doda di Metz     |                  |  |  |       |  |  | Ansegiso |  |  |                 |  |
| Pipino di Herstal        |   |                  |                  |  |  |       |  |  | Ansegiso |  |  |                 |  |
|                          |   | Begga di Andenne | Pipino di Landen |  |  |       |  |  |          |  |  |                 |  |
|                          |   | Begga di Andenne | Pipino di Landen |  |  |       |  |  |          |  |  |                 |  |
|                          |   | Begga di Andenne | Itta di Nivelles |  |  |       |  |  |          |  |  |                 |  |
| Carlo Martello           |   | Begga di Andenne |                  |  |  |       |  |  |          |  |  |                 |  |
|                          |   | ?                | …                |  |  |       |  |  |          |  |  |                 |  |
|                          |   | ?                | …                |  |  |       |  |  |          |  |  |                 |  |
|                          |   | ?                | …                |  |  |       |  |  |          |  |  |                 |  |
| Alpaïde di Bruyères      |   | ?                |                  |  |  |       |  |  |          |  |  |                 |  |
|                          |   | ?                | …                |  |  |       |  |  |          |  |  |                 |  |
|                          |   | ?                | …                |  |  |       |  |  |          |  |  |                 |  |
|                          |   | ?                | …                |  |  |       |  |  |          |  |  |                 |  |
| Bernardo di San Quintino |   | ?                |                  |  |  |       |  |  |          |  |  |                 |  |
|                          | … | …                |                  |  |  |       |  |  |          |  |  |                 |  |
|                          | … | …                |                  |  |  |       |  |  |          |  |  |                 |  |
|                          | … | …                |                  |  |  |       |  |  |          |  |  |                 |  |
| …                        | … |                  |                  |  |  |       |  |  |          |  |  |                 |  |
|                          |   | …                | …                |  |  |       |  |  |          |  |  |                 |  |
|                          |   | …                | …                |  |  |       |  |  |          |  |  |                 |  |
|                          |   | …                | …                |  |  |       |  |  |          |  |  |                 |  |
| Rodaide                  |   | …                |                  |  |  |       |  |  |          |  |  |                 |  |
|                          |   | …                | …                |  |  |       |  |  |          |  |  |                 |  |
|                          |   | …                | …                |  |  |       |  |  |          |  |  |                 |  |
|                          |   | …                | …                |  |  |       |  |  |          |  |  |                 |  |
| …                        |   | …                |                  |  |  |       |  |  |          |  |  |                 |  |
|                          |   | …                | …                |  |  |       |  |  |          |  |  |                 |  |
|                          |   | …                | …                |  |  |       |  |  |          |  |  |                 |  |
|                          |   | …                | …                |  |  |       |  |  |          |  |  |                 |  |
|                          |   | …                |                  |  |  |       |  |  |          |  |  |                 |  |

### Fonti primarie
- (LA)  Fredegario, FREDEGARII SCHOLASTICI CHRONICUM CUM SUIS CONTINUATORIBUS, SIVE APPENDIX AD SANCTI GREGORII EPISCOPI TURONENSIS HISTORIAM FRANCORUM.
- (LA)  Annales Marbacenses.
- (LA)  Monumenta Germanica Historica, tomus primus.
- (LA)  Monumenta Germanica Historica, tomus XVI.
- (LA)  Rerum Gallicarum et Francicarum Scriptores, tomus tertius.
- (LA)  ANNALES REGNI FRANCORUM.

### Letteratura storiografica
- Christian Pfister, La Gallia sotto i Franchi merovingi. Vicende storiche, in Storia del mondo medievale - Vol. I, Cambridge, Cambridge University Press, 1978,  pp. 688-711.
- Gerhard Seeliger, Conquiste e incoronazione a imperatore di Carlomagno, in Storia del mondo medievale - Vol. II, Cambridge, Cambridge University Press, 1979,  pp. 358-396.